# Fresenius (Texas)
Fresenius ist ein Ort im Hardin County im US-Bundesstaat Texas in den Vereinigten Staaten.

## Lage
Die nächstgelegene größere Stadt ist Beaumont im Süden, ca. 42 Kilometer entfernt. Die nächstgelegene Metropole ist das ca. 160 Kilometer entfernte Houston im Westen. Im Nordwesten findet sich der Big Thicket National Preserve. Fresenius liegt an der Bahnstrecke zwischen Cleveland und Kirbyville. Im Westen des drei Kilometer entfernten Ortes Silsbee gibt es eine Fresenius Road.

## Geschichte
Mit dem Bau der Bahnstrecke der Gulf, Colorado and Santa Fe Railway wurde an dieser Stelle ein Bedarfshalt errichtet und nach dem Chefingenieur der Bahngesellschaft benannt.
Im Jahr 1900 errichtete ein Unternehmer aus dem nahegelegenen Silsbee 1900 an diesem Haltepunkt eine Sägewerk und eine Holzfällersiedlung. Neun Jahre später wurde das Sägewerk aufgegeben. In der Folge wurde die Siedlung verlassen.
Der United States Geological Survey stufte den Ort 1979 als Wohnplatz ein.